# Guldbagge 1970
La 7ª edizione del 'Premio Guldbagge, che ha premiato i film svedesi del 1969 e del 1970, si è svolta a Stoccolma il 26 ottobre 1970, presentata da Bo Jonsson.

## Vincitori
Miglior film
- Karl e Kristina (Utvandrarna), regia di Jan Troell

Miglior regista
- Lars Lennart Forsberg - Misshandlingen - L'aggressione (Misshandlingen)

Miglior attrice
- Anita Ekström - Jänken

Miglior attore
- Carl-Gustaf Lindstedt - Harry Munter

Premio speciale
- Harry Schein